# Гребля Чергу
Гребля Чергу (Chergui) – гідротехнічна споруда на півночі Алжиру.
Греблю спорудили в другій половині 2010-х на уеді Чергу, який стікає з південного схилу Сахарського Атласу та впадає ліворуч до уеду М'зі (M’Zi) нижче від греблі Секлафа. Призначенням споруди, яка утримує резерувар об’ємом лише 0,5 млн м3, є відведення ресурсу для поповнення водосховища греблі Секлафа. Вода перекидається по каналу довжиною 3,3 км, який скидає скидає воду до дрібного лівого притоку М'зі, що має устя вище від греблі Секлафа.
В межах проекту долину Чергу перекрили греблею висотою до 19 метрів, що складається із двох секцій – бетонної гравітаційної довжиною 140 метрів та шириною 3,5 метра та земляної довжиною 215 метрів із шириною по гребеню 6 метрів. Центральна частина бетонної секції виконана як водопереливна ділянка.